# FK Modriča
FK Modriča Maxima en bosnisk-hercegovinsk fodboldklub, der hører hjemme i byen Modriča i Republika Srpska. Den blev grundlagt i 1922 og spiller nu i landets bedste fodboldrække, Premijer Liga. FK Modričas hjemmebane er Maxima Stadion med plads til 8.000 tilskuere.
Klubben rykkede i 2003 op i den bedste række efter at have vundet den regionale Prva Liga Republike Srpske. Det følgende år sejrede den i den nationale cupturnering og fik dermed adgang til UEFA Cup. Det første nationale mesterskab blev vundet i 2007-08. Dette har givet FK Modriča adgang til kvalifikationen til UEFA Champions League 2008-09.

## Titler
- Republika Srpska Cup: (1)
  - 2007
- Kup Bosne i Hercegovine: (1)
  - 2004
- Prva Liga Republike Srpske (1)
  - 2003
- Premijer Liga: (1)
  - 2007-08

## Ekstern henvisning
- fkmodricamaxima.com Arkiveret 10. marts 2008 hos  Wayback Machine